# ホテル札幌会館
ホテル札幌会館（ホテルさっぽろかいかん）は、かつて北海道札幌市北区に存在していたホテルである。2006年2月15日に閉館している。

## 概要
札幌の北海道大学キャンパス近く、札幌市北区北17条西4丁目の位置にて、45年営業してきた老舗ホテルである。
公務員共済指定のホテルであり、大学関係者や大学受験生の宿として親しまれていた。
2004年12月期には売上高6億円台を計上していたが、札幌駅や札幌市中心部より遠いこともあり、一般観光客の利用はあまり多くはなかった。2006年2月15日に運営会社の株式会社札幌会館が自己破産し、閉館となる。
その後、ホテルだった建物は解体され、跡地には2011年3月に「クラークマンションN17」が竣工し現在（2018年）に至る。

## かつてあったテナント
- レストラン石狩
- 郷土料理えぞ陣
- 喫茶ぽんぽーら

## 沿革
- 1958年 - ホテル札幌会館、北17条西4丁目に開業する[2]。
- 1959年 - 株式会社札幌会館、設立する[3]。
- 1988年 - 改装工事を行う[2]。
- 1995年 - 国際観光ホテル整備法登録宿泊施設に登録となる。登録番号は、登録ホ第1075号である。
- 2006年2月15日 - ㈱札幌会館は札幌地方裁判所に自己破産を申請し、破産手続き開始決定を受けた。帝国データバンク札幌支店によると、負債総額は約11億6000万円にのぼる[3]。
- 2009年12月21日 - 国際観光ホテル整備法登録宿泊施設の「ホテル札幌会館」の登録を抹消する[4]